# كرومويل (كونيتيكت)
كرومويل (بالإنجليزية: Cromwell, Connecticut)‏ هي بلدة أمريكية تقع في الولايات المتحدة في كونيتيكت. يقدر عدد سكانها بـ 14,005 نسمة ومساحتها 35.0 كم2 وترتفع عن سطح البحر 43 متر.